# Repli-Classics
Repli-Classics Inc. war ein US-amerikanischer Hersteller von Automobilen.

## Unternehmensgeschichte
Das Unternehmen wurde am 28. September 1982 in Clearwater in Florida gegründet. David Samuels war Präsident und Direktor. 1985, etwa 1985 oder in den 1980er Jahren begann die Produktion von Automobilen. Der Markenname lautete Repli-Classics. 1985 oder in den 1980er Jahren endete die Produktion. Nach dem 1. November 1985 ist nichts mehr bekannt.
Eine Quelle deutet Verbindungen zu California Custom Coach und Southeastern Replicars an.

## Fahrzeuge
Das einzige Modell war die Nachbildung eines Modells von Auburn. Eine Quelle nennt präzise den Auburn 810 Speedster. Die Basis bildete ein überarbeitetes Fahrgestell, das wahlweise von Chevrolet oder Ford kam. Ein V8-Motor eines amerikanischen Herstellers trieb die Fahrzeuge an. Die Karosserie bestand je nach Quelle aus Fiberglas oder Stahl.